# Гоголевский путепровод
Го́голевский путепрово́д — путепровод в Петрозаводске через железнодорожные пути магистрали Санкт-Петербург-Мурманск, в створе улицы Гоголя, соединяющий центр города с крупным жилым районом Древлянка. С января 2013 года, ввиду аварийного состояния, путепровод был закрыт для проезда автотранспорта. В 2017 году демонтирован и на его месте построен новый Гоголевский путепровод, открытый 19 декабря 2017 года.
Протяженность двухполосного путепровода — 318 м, установлен на 16 железобетонных опорах. Оборудован тротуарами для пешеходов.

## История
Строительство моста началось в сентябре 1957 года, закончилось в ноябре 1961 года.
После постройки путепровода по нему были пущены автобусные маршруты 2 и 6, конечной остановкой которых был «Телецентр». В 1980-х их сменил автобусный маршрут № 9. После начала строительства микрорайона Древлянка, по путепроводу были пущены автобусы на Древлянку. По путепроводу было запрещено движение автобусов особо большой вместимости, поэтому на данные маршруты они не выпускались. Перед запрещением движения по путепроводу по нему проходии 6 автобусных маршрутов.
В 1994 году Саратовский институт Проектмостореконструкция признал путепровод аварийным и движение по нему временно закрывалось. В 1997 году путепровод был частично реконструирован по проекту организации Проекткоммундортранс.
В 2009—2010 годах были проведены работы по устранению аварийных деформаций асфальтобетонного покрытия.
В августе 2012 года прокуратура Петрозаводска обязала администрацию города реконструировать путепровод, в октябре 2012 года, по иску прокуратуры, городской суд вынес решение о запрете эксплуатации путепровода. Верховный суд Республики Карелия это решение оставил в силе и 18 января 2013 года путепровод был закрыт для движения автомобилей, с сохранением пешеходного движения.
Строительство нового путепровода включено в июне 2015 года в Федеральную целевую программу «Развитие Республики Карелия на период до 2020 года». Предполагаемый срок начала первого этапа строительства путепровода — летний сезон 2016 года.
25 августа 2016 года Спикер Государственный думы РФ Сергей Нарышкин, министр транспорта Максим Соколов и глава Карелии Александр Худилайнен заложили капсулу на месте начала строительства Гоголевского моста в Петрозаводске.
К 30 января 2017 г. 12 из 14 пролётов путепровода были демонтированы, начались работы по установке первой сваи нового путепровода. 15 июня 2017 года начался монтаж балок пролётных строений.
К 15 декабря 2017 года мост полностью достроен, смонтирована контактная сеть троллейбуса на путепроводе от перекрёстка ш. Лососинское и ул. Черняховского до ул. Красноармейской и соединена с основной сетью, однако троллейбусные маршруты на путепроводе не эксплуатируются.
19 декабря 2017 года состоялось официальное торжественное открытие путепровода.

## Общественный транспорт
В настоящий момент через мост следуют 2 автобусных маршрута:
- № 17 «Финский проезд — ЖК Бульвар у родников»[10];

- № 19 «Финский проезд — ЗАО „Петрозаводскмаш“», в направлении Финского проезда[11].

## Фотогалерея
|                                                       |                                                     |                                              |                                                      |
| Опоры путепровода после реконструкции (май, 2018 год) | Опоры путепровода до реконструкции (март, 2016 год) | Путепровод до реконструкции (март, 2016 год) | Путепровод закрыт для автотранспота. Зима (2013 год) |